# Villa romana de Casas Novas das Barradas
A Villa romana de Casas Novas das Barradas é um sítio arqueológico na freguesia de Luzianes-Gare, no Município de Odemira, na região do Alentejo, em Portugal.

## Descrição e história
Os vestígios arqueológicos foram encontrados em ambos os lados da estrada para a Barragem de Corte Brique, a cerca de dois quilómetros de distância do Monte do Pocilgão, no sentido Oeste / Sudoeste, e a 400 m a Sudeste do Monte de Casas Novas das Barradas, nas imediações de uma ribeira. Consistem num conjunto disperso de pedras aparelhadas em xisto e grauvaque, enquanto que no nível arqueológico que foi corto pelo talude da estrada foram descobertos pedras de grauvaque e outros materiais, embora sem quaisquer muros aparentes. Em termos de espólio, foram encontrados fragmentos de ímbrices e tégulas, ânforas,  dólios que apresentavam motivos decorativos em forma de cordão, e peças de cerâmica fabricadas com recurso a torno. Nas imediações destaca-se igualmente a presença de quatro oliveiras muito antigas.
O sítio foi ocupado durante a época romana, embora uma possível continuidade da habitação ou reocupação poderá ter ocorrido até ao período islâmico, durante a Idade Média, devido à presença de alguns fragmentos de cerâmica melada.